# مجموع (علم الحساب)
في الرياضيات، مَجْموع عدديْن هو نتيجة جَمْعِهِما. يمكن حسابه بطرق مختلفة اعتماداً على نظام العد المستخدم. حيث أن عملية الجمع تبادلية وتجميعية، يُعرّف مجموع مجموعة منتهية بغض النظر عن ترتيب الأعداد في عملية الجمع، ولكن لا توجد دائمًا صيغة موحدة للتعبير عنه. ترتبط الطرق المستخدمة للحصول على هذه الصيغ بدراسة السِّلْسِلات العددية.
يرمز لمجموع متتاليات من الأعداد بالرمز {\displaystyle \sum }، المأخوذ من الحرف سيغما باللغة اليونانية. أما في الترميز العربي للعمليات الحسابية فيُشار بما يشبه حرفي (مجـ) والميم فوق الجيم.
تسمى نهاية السلسلة أيضًا بالمجموع، حتى إذا لم يتم الحصول عليها مباشرةً من خلال جمع الحدود.

## الترميز

الحرف اليوناني سيغما.

يَسْتخدِم الترميز الرياضي رمزًا يمثل مجموع متتالية من الحدود: رمز المجموع Σ هو شكل مكبّر لحرف اللغة اليونانية سيغما، يُعَرّفُ على النحو التالي:
{\displaystyle \sum _{i\mathop {=} m}^{n}a_{i}=a_{m}+a_{m+1}+a_{m+2}+\cdots +a_{n-1}+a_{n}}
حيث i هو مؤشر الجمع. ai هو متغير يمثل كل رقم متتالي في السلسلة؛ m هو الحد الأدنى للجمع، و n هو الحد الأقصى للجمع. " i = m " جزء من رمز الجمع، ويعني أن المؤشر i يبدأ بقيمة m. يزداد المؤشر i ب 1 في كل تكرار، ويتوقف عند i = n.
هذا مثال يبين مجموع مربعات الأعداد
{\displaystyle \sum _{i\mathop {=} 3}^{6}i^{2}=3^{2}+4^{2}+5^{2}+6^{2}=86.}
{\displaystyle \sum a_{i}^{2}=\sum _{i\mathop {=} 1}^{n}a_{i}^{2}.}
التعبير التالي:
{\displaystyle \sum _{0\leq k<100}f(k)}
هو مجموع {\displaystyle f(k)} على جميع الأعداد الصحيحة {\displaystyle k} في ترتيب معين.

## التعريف الرسمي
يمكن تعريف المجموع غالباً على النحو التالي:
{\displaystyle \sum _{i=a}^{b}g(i)=0}{\displaystyle \,} ، لكل b < a.

{\displaystyle \sum _{i=a}^{b}g(i)=g(b)+\sum _{i=a}^{b-1}g(i)} ، لكل b ≥ a.

## أمثلة

### مجموع الأعداد الصحيحة

رسوم متحركة تبين "صيغة غاوس قليلا " لإيجاد مجموع n من الأعداد الصحيحة.

لكل عدد صحيح n، مجموع الأعداد الصحيحة من 1 إلى n هو: 

يمكن التحقق من هذا التعبير عن طريق الاستدلال بمبدأ التَّرَجع (الاستقراء) على n: يرمز التعبير S n لمجموع الأعداد الصحيحة من 1 إلى n. الصيغة Sn = n ( n+1)/2 صحيحة عند n = 1  وإذا كانت صحيحة عند الرتبة n-1 فإنها صحيحة عند الرتبة n لأن: 

### مجموع الأعداد الصحيحة الفردية

1 + 3 + 5 + ... + (2N-1) = n². برهان صامت للرسوم المتحركة 3D لرؤية جهات رباعي الاسطح.

لكل عدد صحيح n أكبر من 1، مجموع n من الأعداد الصحيحة الفردية هو n² : 
 أمثلة :
- 1 = 1²،
- 1 + 3 = 2²،
- 1 + 3 + 5 = 3² ، إلخ.

لكل عدد صحيح n، مجموع n من الأعداد الصحيحة المربعة يحقق المتساوية التالية:
{\displaystyle \sum _{k=1}^{n}k^{2}={\frac {n(2n+1)(n+1)}{6}}.}